# Charles Rennie Mackintosh
Charles Rennie Mackintosh (Glasgow, 7 giugno 1868 – Londra, 10 dicembre 1928) è stato un architetto, designer e pittore scozzese.
Esponente del cosiddetto Glasgow movement, fu l'esponente di maggior rilievo dell'Art Nouveau nel Regno Unito, per alcuni viene invece considerato uno dei precursori di tale movimento.

## Biografia

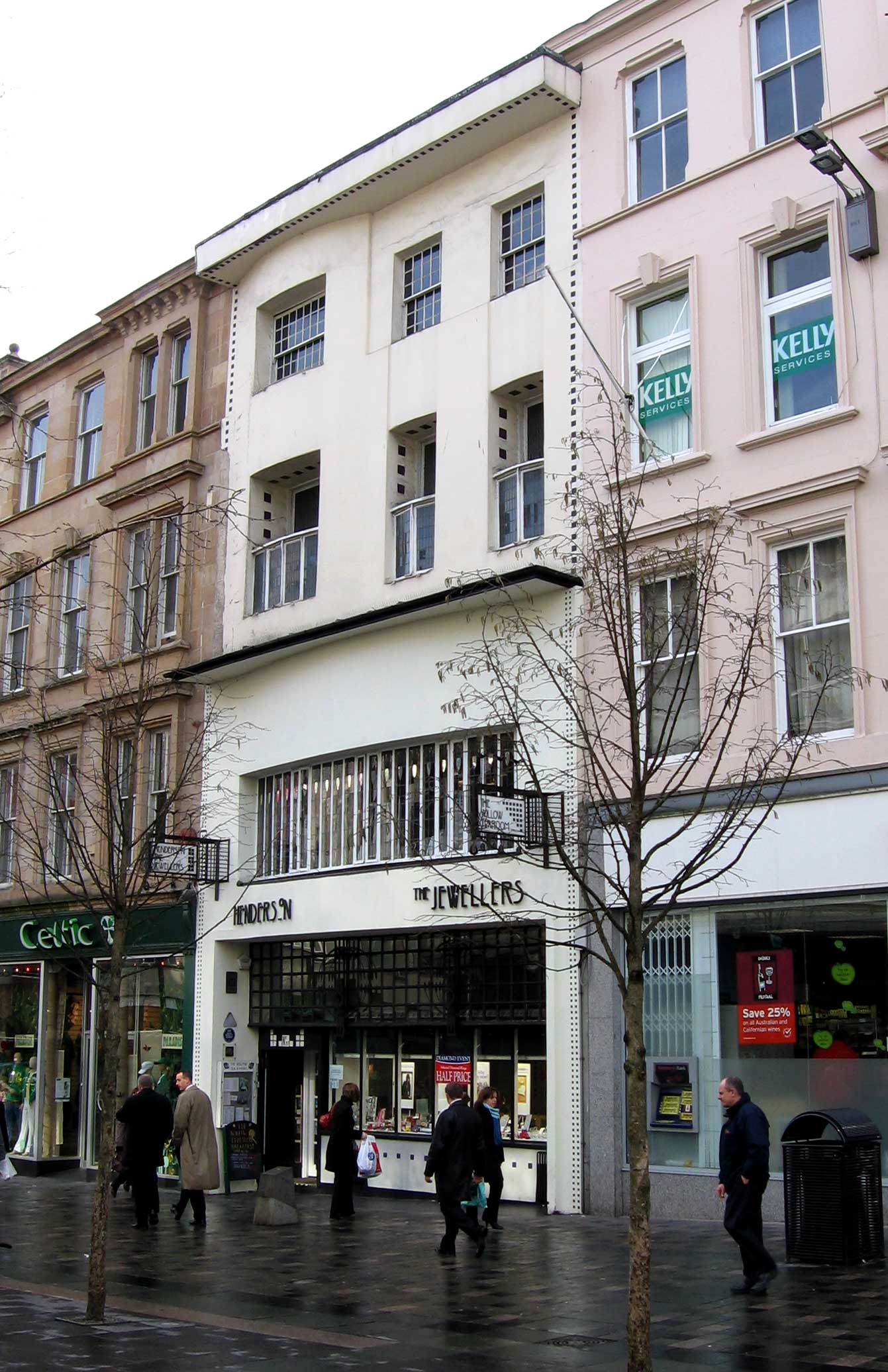
La Willow Tearooms in Sauchiehall Street, Glasgow

Charles Rennie Mackintosh nacque a Glasgow il 7 giugno 1868, quarto di undici figli e secondo figlio maschio. Da giovane frequentò la Reid's Public School e l'Allan Glen's Institution. Nel 1890 Mackintosh fu il secondo vincitore della Borsa per Viaggi di Studio di Alexander Thomson, istituita per l'"avanzamento degli studi dell'antica architettura classica, con speciale riferimento ai principi illustrati nell'opera di Mr. Thomson". Una volta fatto ritorno, riprese a lavorare nello studio d'architettura Honeyman and Keppie, dove iniziò il proprio primo grande progetto d'architettura, il Glasgow Herald Building, nel 1893.
Mackintosh incontrò alla Glasgow School of Art la giovane artista Margaret Macdonald Mackintosh. Entrambi membri del gruppo noto come “I Quattro”, si sposeranno nel 1900. Dopo aver progettato diversi edifici di successo, nel 1903 divenne partner nello studio di Honeyman e Keppie. Durante questo periodo con la ditta, Charles Rennie Mackintosh perfezionò il proprio stile architettonico. Nel 1906 progettò la Scotland Street School, che sarebbe anche stata la sua ultima grande commissione architettonica. Quando difficoltà economiche costrinsero numerosi studi di architettura a chiudere, abbandonò lo studio con Honeyman e Keppie nel 1913 e tentò di aprirne uno in proprio. Impossibilitati a mandare avanti l'ufficio, Mackintosh e la moglie si presero una lunga vacanza a Suffolk, dove realizzarono numerosi acquerelli floreali. Ritornati circa un anno dopo, i coniugi si trasferirono a Londra, dove Charles continuò a dipingere e a creare disegni tessili. Nel 1916 Mackintosh ricevette una commissione per riprogettare la casa di W.J. Bassett-Lowke. Questo sarebbe stato il suo ultimo progetto architettonico e di interni.
In seguito ad ulteriori difficoltà economiche, i Mackintosh si trasferirono nel 1923 nel sud della Francia, a Port Vendres, dove il costo della vita era decisamente più contenuto. Durante questa fase pacifica Charles Rennie Mackintosh preparò un ampio portfolio di acquerelli rappresentanti paesaggi ed architetture. La coppia rimase in Francia per cinque anni, fin quando non fu costretta a tornare a Londra nel 1927 per malattia. Quell'anno venne infatti diagnosticato a Mackintosh un cancro alla gola e alla lingua. Un breve ricovero gli suggerì di lasciare l'ospedale e passare la convalescenza a casa per alcuni mesi. Dovette in seguito esser ricoverato in una casa di cura, dove morì il 10 dicembre 1928, all'età di sessant'anni.

## Influenze del disegno
Mackintosh trascorse la maggior parte della sua vita nella prospera città di Glasgow. Situata ai margini del fiume Clyde, durante Rivoluzione industriale la città rappresentò uno dei principali centri di produzione nell'ingegneria meccanica e nella costruzione di navi al mondo. Di pari passo con la crescita economica, si sviluppò una sempre maggiore richiesta di prodotti artistici e di consumo. Iniziarono a prendere dunque piede oggetti prodotti su scala industriale, prodotti per le masse. Insieme al clima della rivoluzione industriale, i progetti di Mackintosh subirono sia l'influenza asiatica che delle emergenti idee moderniste. Quando il regime isolazionista giapponese si ammorbidì, la costruzione dei cantieri navali sulle rive del fiume Clyde venne mostrata alla marina e agli ingegneri giapponesi; il legame di Glasgow con l'Estremo Oriente divenne particolarmente stretto. I disegni giapponesi divennero così molto più accessibili, e crebbero presto in popolarità.
Questo stile era molto apprezzato da Mackintosh per la sua sobrietà e l'economia di mezzi piuttosto che un'ostentata accumulazione, per le sue forme semplici e i materiali naturali che si contrapponevano all'elaborazione ed all'artificiosità, l'uso della tessitura e del contrasto luce-ombra piuttosto che le forme e gli ornamenti. Nel vecchio stile occidentale l'arredamento era visto come un ornamento che doveva mostrare il benessere economico del proprietario: il valore dell'oggetto era direttamente proporzionale alla quantità di tempo necessaria per produrlo. Nelle arti giapponesi, arredamento e disegni puntavano alla qualità dello spazio, che aveva come principale funzione l'evocare una sensazione di calma e pace interiore.
Allo stesso tempo, una nuova filosofia - collegata alla creazione di design pratico e funzionale - si stava diffondendo in tutta Europa: le cosiddette "idee moderniste". Il concetto principale del movimento modernista era quello di sviluppare idee innovative e nuove tecnologie: design riguardante il presente ed il futuro, piuttosto che la storia e la tradizione. I pesanti ornamenti e gli stili ereditati venivano scartati. Anche se Mackintosh venne presto indicato come uno dei 'pionieri' del movimento, i suoi disegni erano molto lontani dal mero utilitarismo del modernismo. Suo intento era costruire qualcosa intorno ai bisogni della gente: gente vista non come massa, ma come molti individui che necessitavano non di macchine per vivere, ma di opere d'arte. Mackintosh prese ispirazione dalla propria origine scozzese e la miscelò con la fioritura dell'Art Nouveau e la semplicità delle forme giapponesi.
Mackintosh è stato di ispirazione per il MEDes.

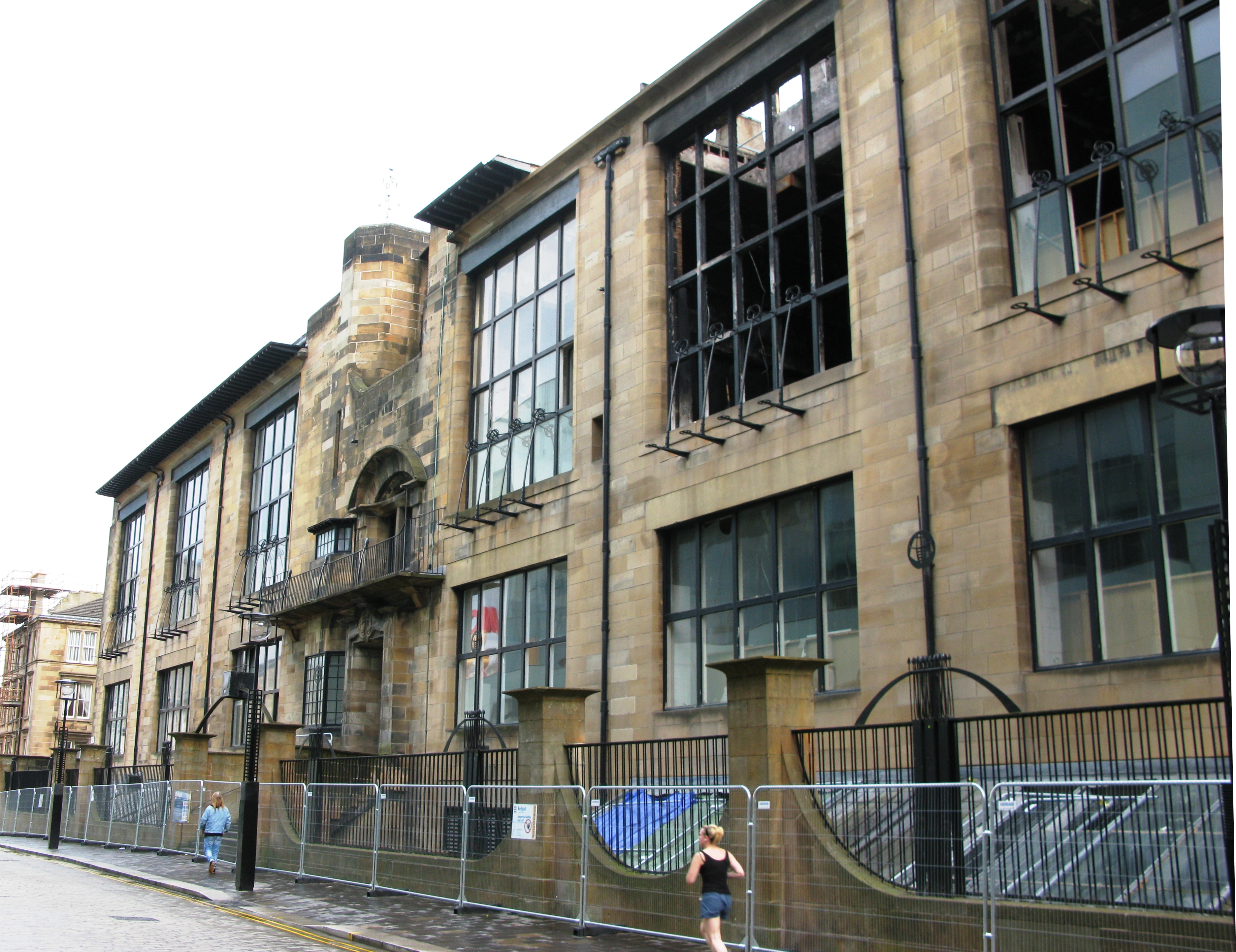
Facciata Nord della Glasgow School of Art su Renfrew Street, Garnethill in Glasgow, Scozia

Mentre operava nel campo dell'architettura, Charles Rennie Mackintosh sviluppò un proprio stile, caratterizzato dal contrasto tra forti e precisi angoli e motivi decorativi floreali con delicate curvature: esempio ne è il motivo a rose, usato insieme ad alcuni riferimenti alla tradizionale architettura scozzese. Il progetto che incrementò la sua reputazione internazionale fu quello della Glasgow School of Art, negli anni 1897–1909. Durante i primi anni di lavoro sulla School of art, Mackintosh completò inoltre la progettazione della Queen's Cross Church in Maryhill, Glasgow. Questo è considerato uno dei progetti più misteriosi di Mackintosh: è l'unica chiesa costruita dall'architetto ed è ora sede della direzione della Charles Rennie Mackintosh Society.
Come il suo contemporaneo Frank Lloyd Wright, i disegni architettonici di Mackintosh spesso includono dettagliate specifiche riguardanti decorazioni, forniture e arredi degli edifici. La stragrande maggioranza di questi significativi complementi d'arredo fu disegnata dalla moglie Margaret Macdonald che Charles aveva conosciuto quando entrambi frequentavano la Glasgow School of Art. La sua opera fu esposta all'esibizione della Secessione Viennese del 1900.
La carriera architettonica di Mackintosh fu relativamente breve, ma di impatto e qualità significativi. Tutte le sue maggiori commesse risalgono al decennio 1896-1906, periodo in cui progettò case private, edifici commerciali, rinnovamenti di interni, una chiesa e molti arredi.

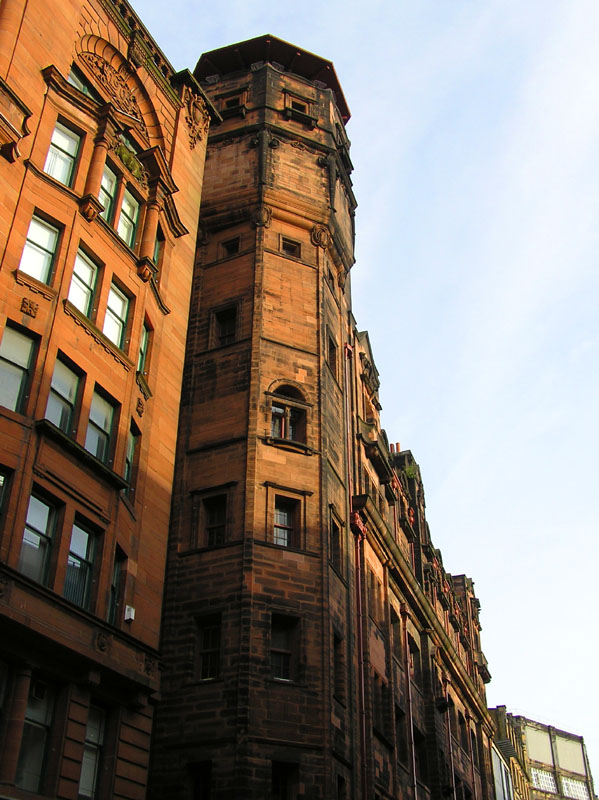
"The Lighthouse", edificio di Mackintosh costruito per il Glasgow Herald

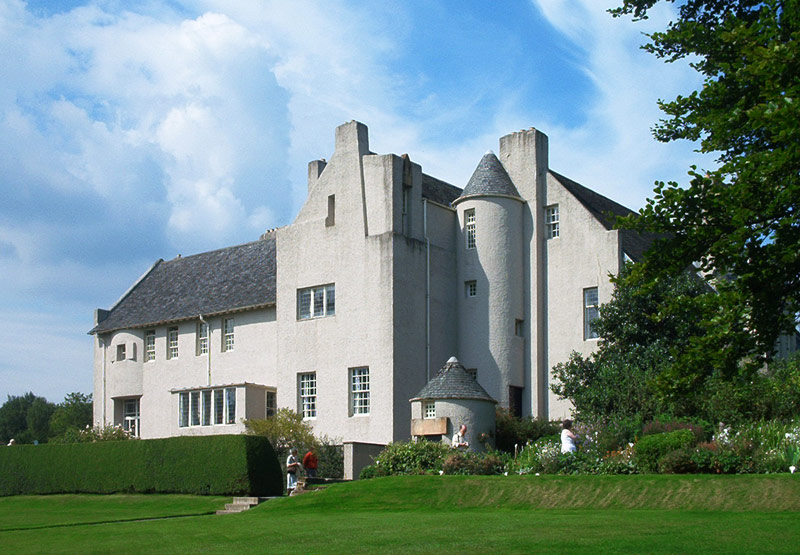
Hill House a Helensburgh, vicino a Glasgow

### Principali opere d'architettura
- Windyhill, Kilmacolm
- Hill House, Helensburgh (National Trust for Scotland)
- House for an Art Lover, Glasgow
- The Mackintosh House (disegno degli interni, ricostruita con gli arredi e le suppellettili originarie alla Hunterian Museum and Art Gallery, Glasgow)
- Queen's Cross Church, Glasgow
- Ruchill Church Hall, Glasgow
- Holy Trinity Church, Bridge of Allan, Stirling
- Scotland Street School, Glasgow, ora Scotland Street School Museum.
- Willow Tearooms, Sauchiehall Street, Glasgow; una delle Miss Cranston's Tearooms ('Sale da the di Miss Cranston')
- Hous'hill, disegno degli interni dell'abitazione di Catherine Cranston e del marito John Cochrane (demolita, arredamenti ancora parte di collezioni)
- Glasgow School of Art, Glasgow
- Craigie Hall, Glasgow
- Martyrs' Public School, Glasgow
- Royal Highland Fusiliers Regimental Museum, Glasgow
- Uffici Daily Record, Glasgow
- Uffici del Glasgow Herald in Mitchell Street, "ora" The Lighthouse – Scotland's Centre for Architecture, Design and the City
- 78 Derngate, Northampton (disegno degli interni e rinnovamento architettonico per l'abitazione di Wenman Joseph Bassett-Lowke, fondatore dell'omonima Bassett-Lowke)
- 5 The Drive, Northampton (per il cognato di Bassett-Lowke)

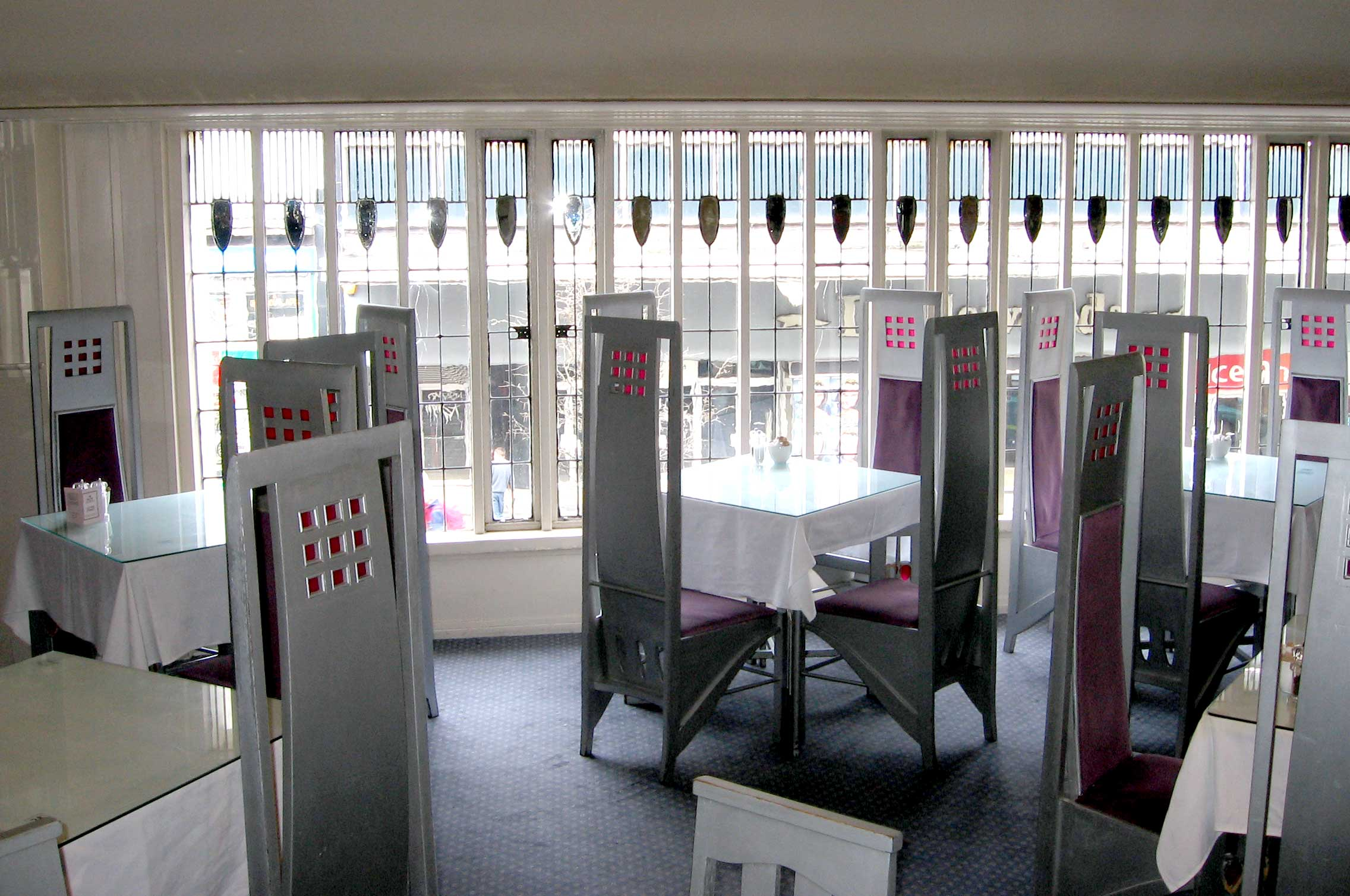
La Stanza de Luxe nella Willow Tearooms presenta arredi e disegni interni curati da Mackintosh e dalla moglie Margaret Macdonald

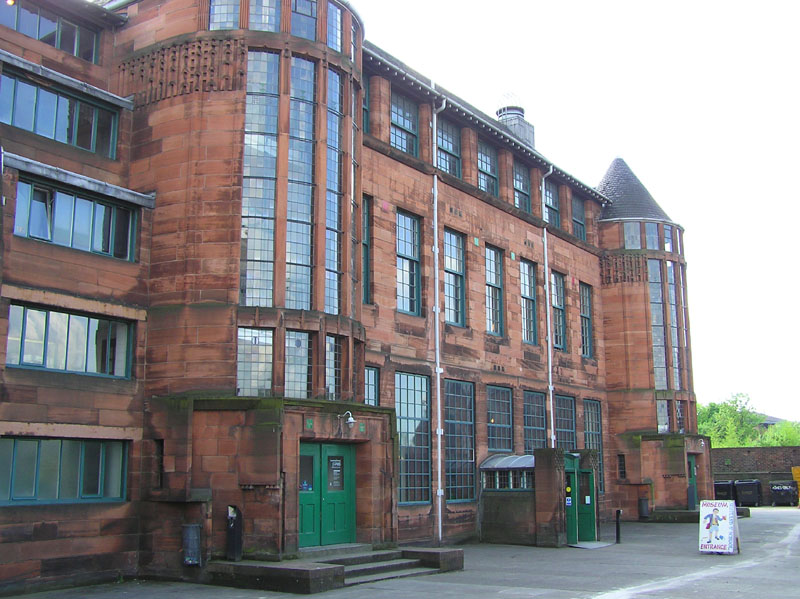
Scotland Street School a Glasgow

### Progetti non realizzati
Sebbene fosse, per un certo periodo di tempo, moderatamente popolare nella natia Scozia, la maggior parte dei suoi progetti non venne realizzata. Non videro mai la luce i diversi palazzi da lui progettati per l'Esposizione Internazionale di Glasgow del 1901, così come non fu mai realizzata la "Haus eines Kunstfreundes" (progetto noto anche come House for an Art Lover), progettata nello stesso anno. Partecipò inoltre nel 1903 al concorso per la Cattedrale di Liverpool, vinto però da Giles Gilbert Scott.
La House for An Art Lover fu costruita molto dopo la sua morte, tra gli anni 1989 e 1996. Tra i progetti non realizzati da Mackintosh si ricordano vari riguardanti:
- Stazioni ferroviarie,
- Sale concerto,
- Bar e Ristoranti,
- Sale per esoposizioni,
- Musei di arte e di scienza
- Sale del capitolo

Sebbene la produzione architettonica concreta di Mackintosh sia stata abbastanza ridotta, egli ebbe considerevole influenza sul design in Europa. Riscosse successo particolare in Austria e in Germania, e la sua opera venne acclamata quando fu esposta all'Esibizione della Secessione viennese nel 1900. Ha esposto inoltre a Budapest, Monaco di Baviera, Dresda, Venezia e Mosca.

## Opere di design e dipinti

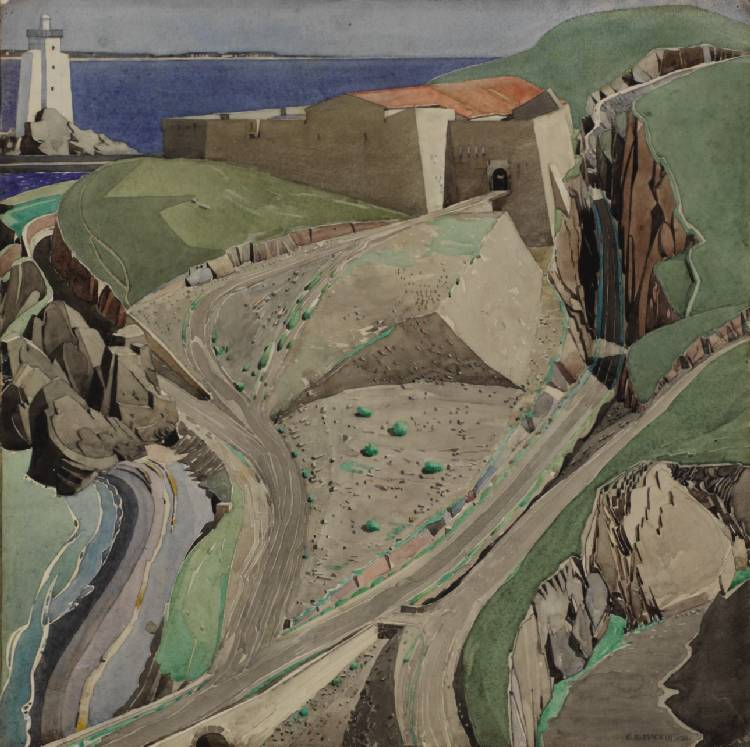
The Fort, c. 1925–1926. Fort Mailly, fortificazione in rovina del XVI secolo ai margini di Port Vendres

### I Quattro
Charles Rennie Mackintosh frequentava le classi serali alla Glasgow School of Art. Fu a queste lezioni che incontrò per la prima volta la sua futura moglie, Margaret Macdonald, sua sorella Frances, ed Herbert MacNair, anch'egli apprendista insieme a Mackintosh da Honeyman e Keppie. Questi intimi amici sarebbero stati in seguito noti come il gruppo de “I Quattro”, esponenti di spicco del movimento della "Scuola di Glasgow".
Questo gruppo di artisti espose a Glasgow, Londra e Vienna: queste esposizioni contribuirono a rinforzare la reputazione di Mackintosh. Il cosiddetto "Glasgow Style" venne mostrato così in Europa e influenzò il movimento Art Nouveau austriaco nato nei primissimi del Novecento noto come Secessionsstil. Operò inoltre molto nel campo della progettazione d'interni, dell'arredamento, dei tessuti e della lavorazione dei metalli. Molti di questi lavori combinano i disegni di Mackintosh con quelli della moglie, che completava con i suoi inserti morbidi e floreali le linee più formali e rettilinee del marito.
Più avanti negli anni, disilluso dall'architettura, Mackintosh operò a lungo come acquerellista, rappresentando numerosi studi su paesaggi e fiori (spesso in collaborazione con la moglie, verso il cui stile Mackintosh andava lentamente convergendo) nel villaggio di Walberswick, nel Suffolk, dove la coppia si era trasferita nel 1914 e dove l'architetto fu arrestato nel 1915, accusato di spionaggio. Dal 1923, abbandonò completamente l'architettura e il design e si trasferì nel Sud della Francia con Margaret, dove si concentrò sull'uso dell'acquarello. Si interessò alla relazione intercorrente tra il paesaggio naturale e quello antropizzato. Molte delle sue opere ritraggono Port Vendres - un piccolo porto vicino al confine con la Spagna - e i paesaggi dei dintorni. Vediamo opere come "the shadow", "l'albero dell'influenza" e "il sole dell'indifferenza".

## Rivalutazione
I disegni di Mackintosh guadagnarono popolarità nelle decadi successive alla sua morte. La sua House for an Art Lover venne finalmente costruita all'interno del Bellahouston Park di Glasgow nel 1996, e l'Università di Glasgow (che possiede la maggior parte delle sue opere ad acquerello) ricostruì una casa a schiera che Mackintosh aveva progettato, arredandola con le opere sue e della moglie Margaret, rendendola parte dell'Hunterian Museum). L'edificio della Glasgow School of Art (ora rinominato "The Mackintosh Building") è regolarmente citato dai critici d'architettura come una delle opere architettoniche di maggior pregio del Regno Unito.
La Charles Rennie Mackintosh Society si impegna ad incoraggiare ulteriormente la ricerca e l'apprezzamento dell'opera di Mackintosh come quella di architetto, artista e designer di caratura internazionale. La riscoperta di Mackintosh come figura altamente significativa nella storia del design è attribuita da alcuni anche alla concomitanza con la nomina di Glasgow a Capitale europea della cultura per l'anno 1990, e l'esibizione dei suoi lavori durante tutto il corso dell'anno. La sua popolarità crebbe da allora ulteriormente ed è stata rinforzata dall'organizzazione di successive mostre e dalla pubblicazione di diversi cataloghi, libri e memorabilia dedicati alla sua vita ed al suo lavoro. Questo revival nell'interesse per Mackintosh ha contribuito, di ritorno, al restauro e alla riapertura al pubblico di locali quali la Willow Tea Rooms a Glasgow e a Derngate Northampton.
Il Metropolitan Museum of Art di New York ha tenuto un'importante retrospettiva sull'artista/architetto tra il 21 novembre 1996 e il 16 febbraio 1997. In concomitanza con la mostra, sono state organizzate letture ed un simposio di studiosi, tra cui Pamela Robertson della Hunterian Art Gallery di Glasgow, il gallerista Roger Billcliffe e l'architetto J. Stewart Johnson, oltre alla proiezione di film documentari sempre riguardanti Mackintosh.
L'effigie di Charles Rennie Mackintosh appare dal 2009 sulla nuova serie di banconote da £100 emesse da Clydesdale Bank.